# Gaspard Bertoni
Pour les articles homonymes, voir Bertoni.
Gaspard Bertoni (1777-1853) est un prêtre vénitien, fondateur de la congrégation des sacrés stigmates de Notre-Seigneur Jésus-Christ pour le ministère paroissial, les écoles et l'éducation. Il est considéré comme le précurseur de l'Action catholique. Il a été canonisé par Jean-Paul II, le 1er novembre 1989.

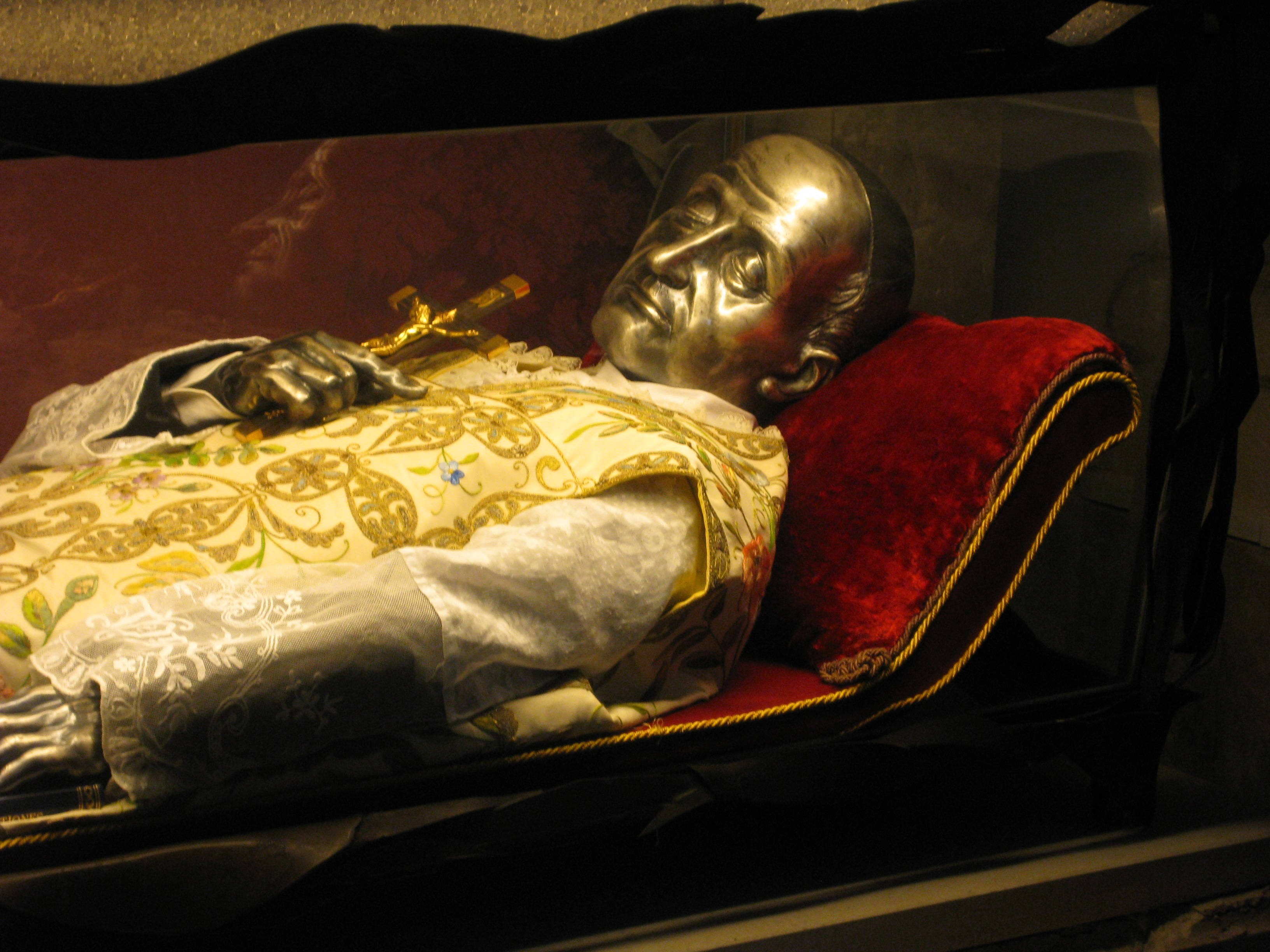
Châsse de Gaspard Bertoni, église des Stigmates, Vérone.

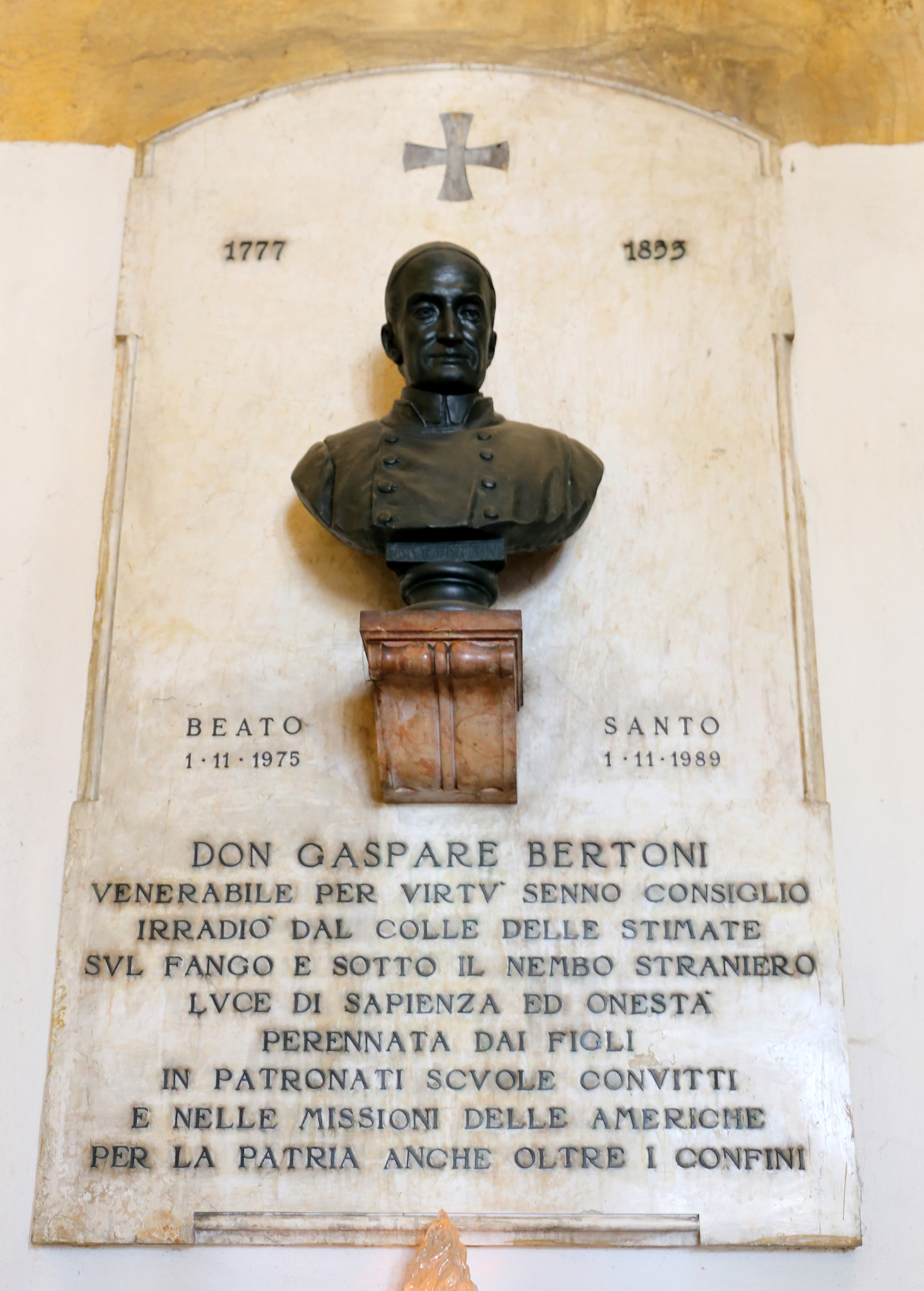
Monument au cimetière monumental de Vérone.

## Jeunesse et vocation
Gaspard Bertoni naquit le 9 octobre 1777 à Vérone, en Vénétie, au sein d'une famille aisée de notaires exerçant dans la république de Venise. Il avait une jeune sœur qui mourut précocement.
Il fit ses études chez les jésuites, et suivit les cours du séminaire à l'âge de 18 ans.
Pendant les troubles dus à l'invasion française, à partir du 1er juin 1796, il se donna entièrement aux soins des malades et des grands blessés, au sein d'une fraternité évangélique pour les hôpitaux.

## Sacerdoce
Gaspard fut ordonné prêtre le 20 septembre 1800 et fonda immédiatement un oratoire destiné à la formation chrétienne des jeunes garçons, la « cohorte mariale » qui sera supprimée en 1807 par Napoléon. Ne pouvant agir comme il le souhaitait, il mit toute son énergie dans la direction spirituelle de la communauté fondée par sainte Madeleine de Canossa. Là, il rencontra Léopoldine Naudet, qu'il aida à fonder les Sœurs de la Sainte Famille, ainsi que Teodora Campostrini pour sa fondation des Sœurs minimes de Notre-Dame-des-Douleurs.
Il recevait fréquemment des aspirants au sacerdoce auxquels il donnait une formation spirituelle solide. C'est ainsi que l'évêque lui confia la direction des séminaristes. Gaspard Bertoni y enseigna l'attachement profond et inconditionnel au pape (lequel était prisonnier de Napoléon à cette époque) première pierre de l'Église. Le séminaire, qui traversait une crise profonde, fut ainsi redressé, à la lumière de l'Évangile et des réformes de son directeur.

## Fin de vie
Atteint de la fièvre miliaire, il en reste malade pendant tout le restant de sa vie.
Toutefois, même du fond de son lit, il aidait tous les fondateurs d'œuvres charitables, comme le bienheureux Charles Steeb.
Au lendemain de l'abdication de Napoléon, en 1814, Gaspard, désireux de lancer des missions populaires, fonda à son tour une congrégation, le 14 novembre 1816 : les Stigmatins, destinée à promouvoir la dévotion à la Passion du Christ.
En décembre 1817, le pape Pie VII le nomma missionnaire apostolique, malgré l'opposition du gouvernement autrichien, ce qui ne l'empêcha pas de prêcher et d'assurer la catéchèse d'un nombre grandissant de fidèles.
Sa santé déclinait de jour en jour, il subit de très nombreuses interventions, et souffrit énormément en plein accord avec son engagement.
Le 12 juin 1853, il répondit à l'infirmier qui s'occupait de lui et lui demandait ce dont il avait besoin : « j'ai besoin de souffrir », avant de s'éteindre.

## Béatification, canonisation
- Gaspard Bertoni a été béatifié le 1er novembre 1975 par le pape Paul VI,
- et canonisé le 1er novembre 1989 par le pape Jean-Paul II.
- Sa fête a été fixée au 12 juin.

## Sources
- Osservatore Romano : 1989 n.45
- Documentation Catholique: 1976 p. 48 - 1990 p. 47